# Ulotrichopus longipalpus
Ulotrichopus longipalpus är en fjärilsart som beskrevs av James John Joicey och Talbot 1915. Ulotrichopus longipalpus ingår i släktet Ulotrichopus och familjen nattflyn. Inga underarter finns listade i Catalogue of Life.